# Valentine Haussmann
Valentine Haussmann (Bordeaux, 1 december 1843 - Arcachon, 3 april 1901) was de dochter van Georges-Eugène Haussmann.

## Biografie
Ze was de dochter van Georges-Eugène Haussmann en Octavie de Laharpe. Haar beide ouders kwamen uit protestantse families. Haussmann huwde in 1865 een eerste maal met Maurice Pernety, de kabinetschef van haar vader, en een tweede maal met Georges Renouard in 1891. Volgens sommigen zou Haussmann voor haar eerste huwelijk een van de maîtresses van de Franse keizer Napoleon III zijn geweest.